# Zichow
Zichow là một đô thị ở huyện Uckermark, bang Brandenburg, Đức. Đô thị này có diện tích 32,15 km², dân số thời điểm 31 tháng 12 năm 2006 là 644 người.